# 1514 Ricouxa
Az 1514 Ricouxa (ideiglenes jelöléssel 1906 UR) a Naprendszer kisbolygóövében található aszteroida. Max Wolf fedezte fel 1906. augusztus 22-én, Heidelbergben.